# Sobotka (herb szlachecki)
Sobotka (Sabotka, Sobotke, Sobótka, Doliwa odmienny) – kaszubski herb szlachecki, według Przemysława Pragerta odmiana herbu Doliwa.

## Opis herbu
Opis z wykorzystaniem zasad blazonowania, zaproponowanych przez Alfreda Znamierowskiego:
W polu błękitnym skos srebrny obarczony trzema różami czerwonymi. Klejnot: Nad hełmem bez korony trzy róże czerwone w słup między dwoma rogami bawolimi w pasy błękitne i srebrne. Labry: błękitne, podbite srebrem.

## Najwcześniejsze wzmianki
Herb wzmiankuje jedynie Nowy Siebmacher.

## Rodzina Sobotka
Sobotkowie byli cząstkową szlachtą siedzącą na dziale we wsi Siemirowice. Pierwsze wzmianki o rodzinie pochodzą z lat 1575 i 1601 (potwierdzenie lenna dla rodziny Sebotken), kolejne z lat 1614 (Stefan i Marcin Sobotkowie), 1628 (Sebotke). Rodzina wygasła przed 1658, zaś jej dział objęli w posiadanie Dzięcielscy.

## Herbowni
Sobotka (Sabotka, Sabotke, Sebotke, Sebotken, Sobotke).